# Rio Grande Energia
A Rio Grande Energia (RGE) é a concessionária responsável pelo serviço de distribuição de energia elétrica em vários municípios do estado brasileiro do Rio Grande do Sul, com sede em São Leopoldo. Fundada em 1998, a empresa teve o engenheiro gaúcho João Augusto Chagas Pestana como seu primeiro presidente do Conselho de Administração, e o executivo paulista Wilson Ferreira Júnior como seu primeiro diretor-presidente. É uma das empresas do Grupo CPFL Energia.
A empresa atende 381 cidades do estado do Rio Grande do Sul, uma população de 3 763 490 habitantes, o que equivale a 65% da população do estado. A RGE conta com 147 subestações, além de uma rede de 151.682 km de distribuição e 1 154 788 postes.

## Fusão da RGE com a RGE Sul
Em 2019 a Rio Grande Energia foi incorporada pela RGE Sul Distribuidora Gaúcha de Energia S/A (antiga AES Sul), porém permanecendo com o nome fantasia RGE. É hoje a maior distribuidora da CPFL Energia em extensão territorial e número de cidades atendidas. A área de concessão da companhia, que é resultado do agrupamento das distribuidoras RGE e RGE Sul totaliza 189 mil km² de extensão, abrangendo as áreas urbanas e rurais das regiões Metropolitana, Centro-Oeste, Norte e Nordeste do estado. 

## Empresas coligadas
A RGE faz parte do Grupo CPFL Energia que compreende as distribuidoras:
| Nome Oficial                         | Nome             | Principais Municípios | Qtde. municípios | Estado(s)                                    | Consumidores |
| ------------------------------------ | ---------------- | --- | ---------------- | -------------------------------------------- | ------------ |
| Companhia Paulista de Força e Luz    | CPFL Paulista    | Campinas, Americana, Santa Bárbara d'Oeste, Piracicaba, São Carlos, Araraquara, Jaú, Bauru, Marília, Ribeirão Preto, Franca, Araçatuba e São José do Rio Preto | 234              | São Paulo                                    | 4.000.000    |
| Companhia Piratininga de Força e Luz | CPFL Piratininga | Santos, Sorocaba, Jundiaí e Indaiatuba | 27               | São Paulo                                    | 1.500.000    |
| RGE Sul Distribuidora de Energia S/A | RGE              | Caxias do Sul, Canoas, Santa Maria, Gravataí, Novo Hamburgo e São Leopoldo                                                                                     | 381              | Rio Grande do Sul                            | 2.860.000    |
| Companhia Luz e Força Santa Cruz     | CPFL Santa Cruz  | Santa Cruz do Rio Pardo, Itapetininga, Ourinhos, Avaré, Itaí, Jacarezinho, Casa Branca, São José do Rio Pardo, Mococa, Jaguariúna e Pedreira                   | 42               | São Paulo (39), Paraná (3), Minas Gerais (3) | 442.000      |